# Muralto
Muralto (lmo. Müralt) – miejscowość i gmina w południowej, włoskojęzycznej części Szwajcarii, w kantonie Ticino, w okręgu (distretto) Locarno, w powiecie (circolo) Locarno. Leży nad jeziorem Lago Maggiore.

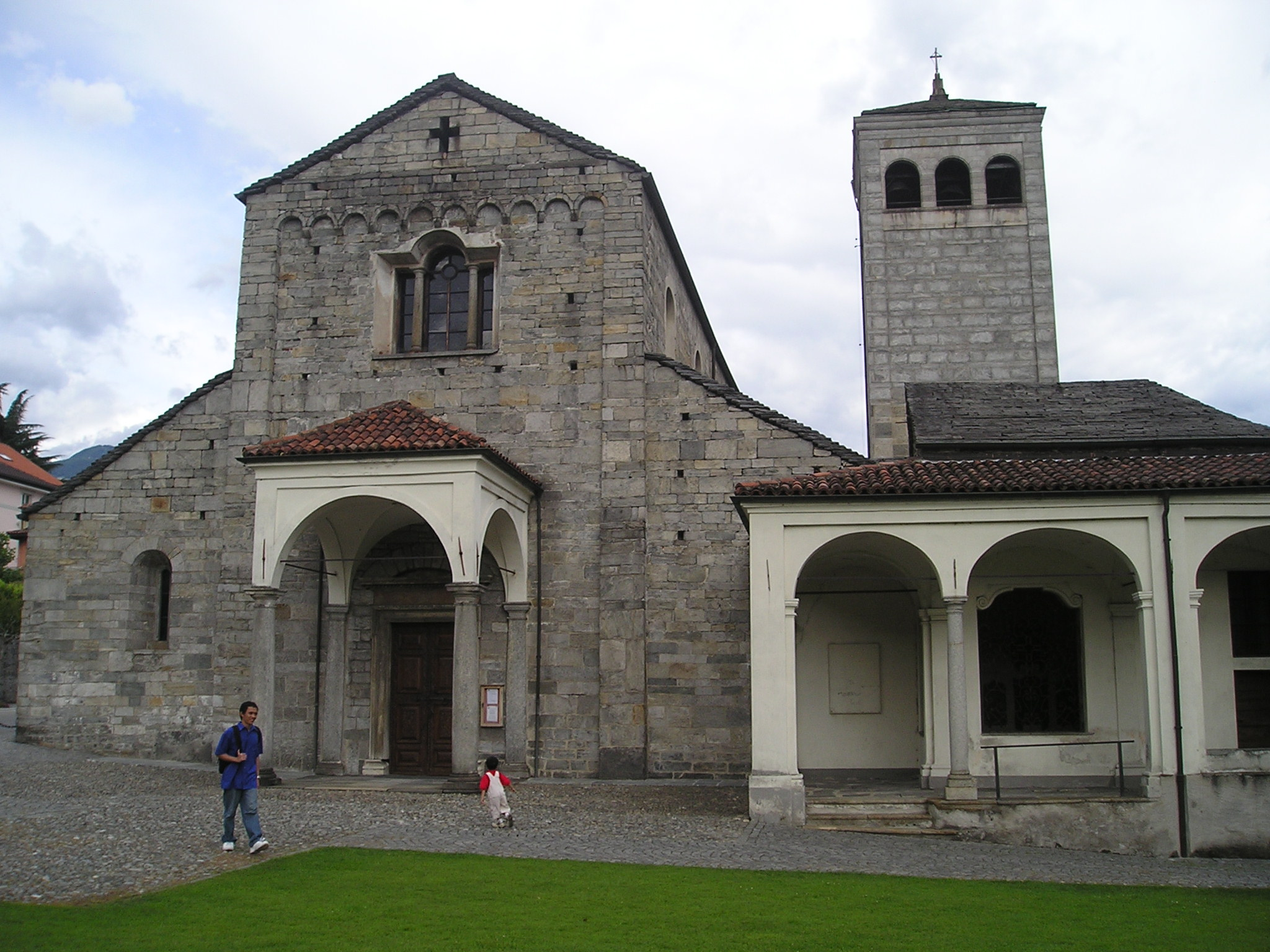
Kościół San Vittore w Muralto

## Demografia
W Muralto mieszka 2 611 osób. W 2021 roku 29,2% populacji gminy stanowiły osoby urodzone poza Szwajcarią. 

## Transport
Przez teren gminy przebiega droga główna nr 13.